# Ordo Templi Orientis
Ordo Templi Orientis (O.T.O.) (Zakon Świątyni Wschodu, lub rzadziej Zakon Wschodnich Templariuszy) – międzynarodowa organizacja religijno-zakonna o charakterze para-masońskim.
O.T.O. założone zostało przez Carla Kellnera oraz Theodora Reussa w 1905. Najbardziej znanym członkiem O.T.O. był angielski okultysta Aleister Crowley. Od śmierci Reussa, z powodu braku jasnej sukcesji, powstało kilka odgałęzień O.T.O. Niektórzy krytycy uważają, że z tego powodu autentyczne O.T.O. umarło wraz z Reussem. Najbardziej znany i największy dziś spośród tych odłamów, nazywany Kalifatem O.T.O., za swoje główne nauki i zasady przyjmuje crowleyowskie prawo Thelemy, które wyrażone jest głównie przez „Czyń swoją Wolę, będzie całym Prawem” (ang. Do what thou wilt shall be the whole of the Law). Prawo Thelemy zostało sformułowane podczas zapisu Księgi Prawa przez Aleistera Crowleya w 1904 w Kairze, w Egipcie. W skład O.T.O. wchodzi także Ecclesia Gnostica Catholica, czyli Gnostycki Kościół Katolicki, który jest sakramentalnym ramieniem Zakonu. Jego głównym rytuałem, który jest publiczny, jest Liber XV, czyli Msza Gnostycka (ang. Gnostic Mass). Crowleyowskiego E.G.C. nie należy mylić z kościołem Jeana Bricauda o tej samej nazwie. Kalifat O.T.O. twierdzi, iż posiada ok. 4000 członków w 58 krajach.
Niektóre spośród pozostałych odłamów O.T.O., to:
- Brytyjski odłam dowodzony przez Kennetha Granta, nazywany też Tyfonicznym O.T.O.
- Brazylijskie O.T.O. (obecnie zwane Society O.T.O.) powołane przez Brazylijczyka Marcello Mottę

Członkiem Kalifatu O.T.O. był m.in. John Whiteside Parsons

## Filozofia O.T.O.
O.T.O. zostało opisane przez Crowleya jako „pierwsze z wielkich stowarzyszeń Starej Ery, które zaakceptowało Księgę Prawa”. Początkowo było związane z europejskimi organizacjami masońskimi, lecz Crowley zerwał wszelkie więzy formalne z nimi, głównie z powodu chęci integracji Prawa Thelemy a także tego, by w Zakonie mogło pojawić się równouprawnienie dla kobiet. Ze względu na wspólne korzenie wiele masońskich symboli, a także język, jest wciąż w użyciu, jednak ich kontekst został zmieniony, i pozbawiony starego znaczenia. „Zakon oferuje ezoteryczne instrukcje, poprzez uczestnictwo w rytuałach, wsparcie w nauce systemu oświeconej etyki oraz braterstwo wśród aspirujących do Wielkiego Dzieła, w celu odkrycia boskiej części w człowieku”. O.T.O. posiada dwa główne obszary działalności jeśli chodzi o rytuały: inicjację w misteria, oraz celebracje Liber XV (Mszy Gnostyckiej). Dodatkowo, Zakon organizuje spotkania, wykłady, wydarzenia społeczne, produkcje teatralne, wystawy artystyczne, publikuje książki i czasopisma, oraz instrukcje dotyczące nauki hermetycznej, jogi i magii.

## Struktura inicjacyjna
Struktura O.T.O., podobnie jak wolnej masonerii oraz starożytnych szkół misteriów, opiera się na ustrukturalizowanym ciągu inicjacji na poszczególne Stopnie. W trakcie inicjacji O.T.O. wykorzystuje alegorię i symbolikę, aby instruować kandydata co do ostatecznych misteriów Egzystencji, a co za tym idzie, asystować w odkrywaniu jego prawdziwej Natury.
Stopnie i szczeble w Ordo Templi Orientis:
- Triada Człowieka Ziemi
  - 0°—Minerval
  - I°—Człowiek i Brat
  - II°—Mag
  - III°—Mistrz i Mag
  - IV°—Perfekcyjny Mag i Kompanion Świętego Królewskiego Łuku Enocha
  - P.I.—Perfekcyjnie Inicjowany lub Książę Jeruzalem

- poza wszelkimi triadami
  - Rycerz Wschodu i Zachodu

- Triada Kochanka
  - V°— 
    - Suwerenny Książę Różokrzyża oraz Książę Pelikana i Orła
    - Książę Czerwonego Orła, Członek Senatu Rycerzy Hermetycznych Filozofów

  - VI°—
    - Znamienny Rycerz (Templariusz) Zakonu Kadosz i Kompanion świętego Graala
    - Wielki Inkwizytor, Członek Wielkiego Trybunału
    - Książę Królewskiego Sekretu

  - VII°—Wielce Znamienity Suwerenny Wielki Inspektor Generalny, Członek Najwyższego Wielkiego Kolegium

- Triada Eremity
  - VIII°—
    - Perfekcyjny Arcykapłan Iluminatów
    - Arcybiskup Iluminatów

  - IX°—Inicjowany w Sanktuarium Gnozy
  - X°—Rex Summus Sanctissimus

## Nauczanie
W skład nauk O.T.O. wchodzą m.in.:
- Thelema
- magia, w tym magia seksualna
- rytuały
- Kabała
- hermetyzm
- joga